# Psalidopus barbouri
Psalidopus barbouri är en kräftdjursart som beskrevs av Fenner A. Chace 1939. Psalidopus barbouri ingår i släktet Psalidopus och familjen Psalidopodidae. Inga underarter finns listade i Catalogue of Life.